# Krani
Krani (mazedonisch Крани, albanisch Kranja / Kranjё) ist ein Dorf in Nordmazedonien und liegt am Prespasee.

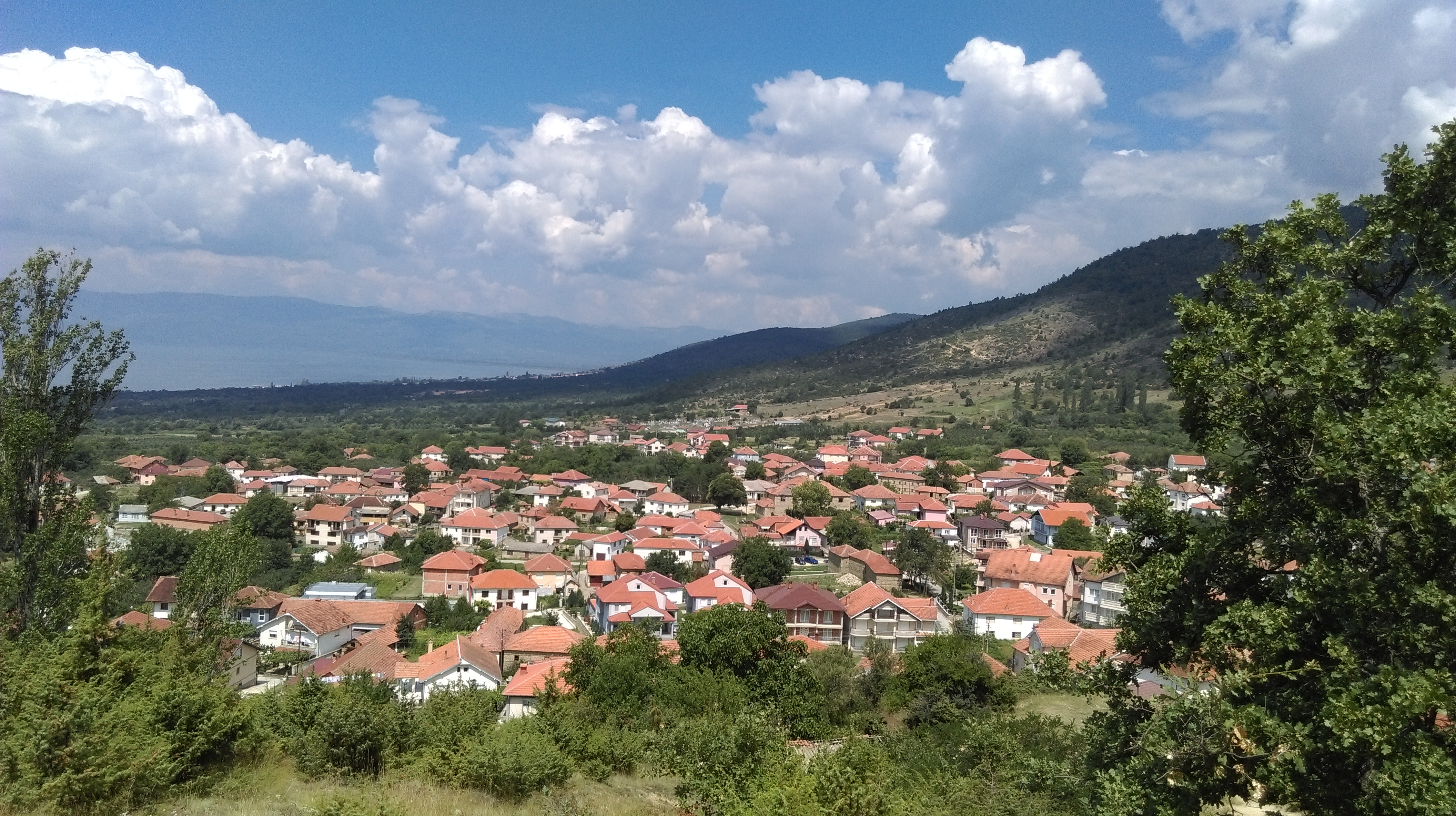
Das Dorf über dem Prespasee

## Bevölkerung
Krani ist bewohnt von einer albanischen Mehrheit und einer mazedonischen Minderheit. Im Jahr 2002 bezeichneten sich 305 Personen als ethnische Albaner und 103 als Mazedonier. Die Albaner in Krani sprechen den toskischen Dialekt des Albanischen. Krani gilt als eines der wenigen Orte am Prespasee, in denen eine albanische Bevölkerung lebt.

## Geschichte
Es gibt viele Theorien über den Namen des Dorfes Krani. Eine Theorie geht davon aus, dass der Name vom Slawischen Крани (dt. König) stammt. In Bezug auf die Herkunft der Dorfbewohner ist bekannt, dass die albanische Bevölkerung aus dem Bezirk Korça und aus Vlora stammt und einige von ihnen aus dem kleinen Prespasee Griechenlands.

## Religion
Die am meisten befolgte Religion im Ort ist der Islam, gefolgt von der orthodoxen Kirche.

## Personen
- Ali Aliu (* 1934), Autor und Übersetzer